# Fredonia (Kentucky)
Fredonia è un comune degli Stati Uniti d'America, situato nello Stato del Kentucky, nella contea di Caldwell.